# 聖公会莫寿増会督中学
聖公会莫寿増会督中学（せいこうかいびしょっぷもくさうつぇんちゅうがく、英：SKH Bishop Mok Sau Tseng Secondary School）は、香港新界大埔区の中学校。
1975年設立。共学の難関中等学校である。校舎は大埔墟と大埔墟駅の間にある丘の上にある。
1935年から1943年まで中華聖公会華南教区の初代主教を務めた莫寿増主教にちなんで命名された。

## 基礎データ
- 設立：1975年
- 教訓：德、智、體、群、美、靈
- 教育言語：英語

## 校舎および施設

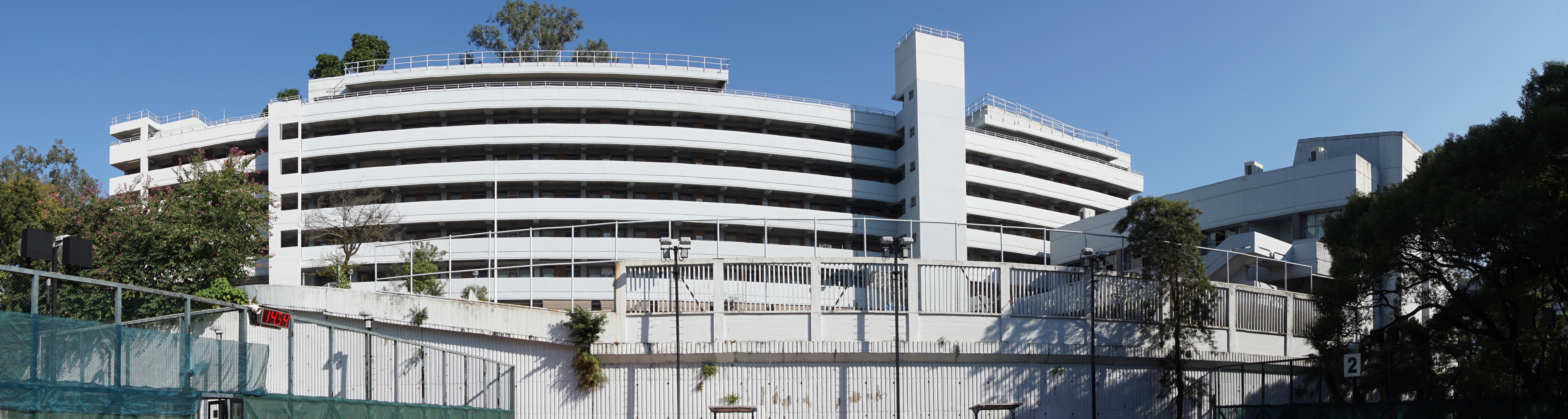
校舎の外観

校舎は1976年に香港建築家協会の銀賞を受賞。
鉄筋コンクリート造、ブルータリズム様式。